# Soustelle, Gard
Soustelle är en kommun i departementet Gard i regionen Occitanien i södra Frankrike. Kommunen ligger i kantonen Alès-Ouest som tillhör arrondissementet Alès. År 2022 hade Soustelle 120 invånare.

## Befolkningsutveckling
Antalet invånare i kommunen Soustelle
Referens:INSEE